# Lijst van buitenlandse termen uit de aardwetenschappen
Deze lijst bevat de buitenlandse termen (leenwoorden) zoals ze gebruikt worden in de aardwetenschappen. De lijst vermeldt termen die onvertaald gebruikt worden vanuit de oorspronkelijke taal. Soms wordt van een term ook wel een Nederlandse of Engelse vertaling gebruikt, dan is die (letterlijke) vertaling ook gegeven.
| Term            | Oorspronkelijke taal          | Nederlandse vertaling, transcriptie of synoniem               | Betekenis |
| A               | A                             | A                                                             | A |
| --------------- | ----------------------------- | ------------------------------------------------------------- | --- |
| aa              | Hawaïaans                     | "zaklava"                                                     | lava die stolt in scherpe hoekige fragmenten |
| atol            | Divehi                        | geen                                                          | ringvormig koraalrif, dat een lagune omringt die daardoor geen open verbinding met de zee heeft |
| B               |                               |                                                               | |
| barchaan        | Arabisch                      | sikkelduin                                                    | een duinvorm die een gebogen structuur heeft |
| C               |                               |                                                               | |
| chernozem       | Russisch                      | zwarte aarde                                                  | een donkergekleurd type bodem met een zeer hoog percentage humus |
| coquina         | Spaans                        | geen                                                          | een ongeconsolideerde kalksteen bestaande uit los gestapelde schelpfragmenten |
| crotivina       | Russisch                      | geen                                                          | graafgang die materiaal vanuit de ene horizont naar de andere meegebracht heeft |
| cuesta          | Spaans                        | geen                                                          | asymmetrische berg of heuvel, waarvan de flauw hellende zijde meestal gevormd wordt door een laagvlak |
| D               |                               |                                                               | |
| draa            | Arabisch                      | geen                                                          | een zeer groot duin waarbij op de vlakkere delen kleinere duinen gevormd worden |
| E               |                               |                                                               | |
| erg             | Arabisch                      | geen                                                          | een "zandzee"; een grote vlakte van zand zonder duinvorming |
| F               |                               |                                                               | |
| firn            | Noors                         | geen                                                          | een korrelige substantie van deels ijs en deels sneeuw die gevormd wordt als sneeuw wordt gecompacteerd in gletsjers |
| fjord           | Noors                         | geen                                                          | een smalle zee-arm met steile wanden ontstaan door werking van gletsjers |
| flysch          | Duits/Zwitsers                | geen                                                          | sedimentair gesteente dat aan de rand van een actief orogeen afgezet wordt (marien) |
| G               |                               |                                                               | |
| ghourd          | Arabisch                      | sterduin                                                      | een stervormig of piramidaal-vormig duin |
| gjá             | IJslands                      | "gapende vulkaanspleet"                                       | een open vulkaanspleet waaruit lava stroomt zonder dat er sprake is van uitbarstingen |
| gletsjer        | Duits (Gletscher), uit Latijn | geen                                                          | een lichaam ijs dat traag naar beneden stroomt en gevormd is in gebieden waar sneeuwval groter is dan het smelten |
| gneis           | Oudengels                     | geen                                                          | een geband metamorf gesteente dat voornamelijk bestaat uit kwarts en veldspaat; doorgaans een gemiddeld tot hooggradig metamorfe kwartsiet of zandsteen                                                                              |
| graben          | Duits                         | slenk                                                         | een lager gelegen gebied in een riftzone, geflankeerd door afschuivingsbreuken |
| guyot           | Frans                         | geen                                                          | onderzeese berg met een vlakke top |
| gyttja          | Zweeds                        | geen                                                          | zwarte modder bestaande uit organisch materiaal afgezet onder oxische en anoxische omstandigheden in een meer |
| H               |                               |                                                               | |
| hinterland      | Duits                         | achterland                                                    | brongebied van sediment |
| horst           | Duits                         | geen                                                          | een relatief omhooggeheven gebied bij riftvorming |
| I               |                               |                                                               | |
| J               |                               |                                                               | |
| Jama            | Servo-Kroatisch               | "karstpijp"                                                   | een schoorsteenvormige pijp van tot 100 meter lengte veroorzaakt door karstificatie en in de ondergrond uitmondend in een grottenstelsel                                                                                             |
| K               |                               |                                                               | |
| karst           | Duits                         | geen                                                          | proces waarbij kalksteen of dolomiet na afzetting ontsloten raakt en oplossing van het carbonaat optreedt |
| koruko          | Japans                        | "zwarte erts"                                                 | een metaalhoudende sulfide-sulfaat afzetting, gerelateerd aan onderzees Mioceen vulkanisme |
| L               |                               |                                                               | |
| lahar           | Indonesisch                   | modderstroom                                                  | een stroom van modder, vulkanisch gesteente, as en/of puimsteen |
| lagune          | Venetiaans                    | geen                                                          | een ondiep stuk zee of meer dat geen of slechts af en toe een verbinding heeft met de open zee |
| lapiaz          | Frans                         | geen                                                          | een karstverschijnsel dat zich voordoet in met name de Franse Jura waarbij losliggende rotsplaten verweerd worden |
| M               |                               |                                                               | |
| maar            | Duits                         | geen                                                          | een ingestorte vulkaankegel gevuld met regenwater waarbij door de ondoorlatendheid van het gesteente een meer ontstaat |
| malpais         | Spaans                        | "lava-steenwoestijn" (letterlijke vertaling is "slecht land") | een woestijnachtig gebied waarin ruige en onbegroeide lavastromen ontsloten zijn |
| mesa            | Spaans                        | tafelberg                                                     | een berg met een (sub)horizontale top |
| meseta          | Spaans                        | hoogvlakte / hoogplateau                                      | een bergachtig of heuvelig gebied dat een behoorlijke gemiddelde topografische hoogte boven zeeniveau heeft |
| molasse         | Duits/Zwitsers                | geen                                                          | sedimentair gesteente dat aan de rand van een actief orogeen afgezet wordt (continentaal) |
| N               |                               |                                                               | |
| nuée ardente    | Frans                         | gloedwolk                                                     | een stroom vulkanisch materiaal bestaande uit twee delen; een zwaarder deel (vulkanisch gesteente, as) en een lichter deel bestaande uit gassen, stoom, as en vulkanisch stof die direct na een eruptie over het aardoppervlak raast |
| nunatak         |                               |                                                               | in een gebergte een stuk moedergesteente dat omringd maar zelf niet bedekt is met gletsjers |
| O               |                               |                                                               | |
| ogive           | Frans                         | geen                                                          | een geband patroon van lichter en donkerdergekleurd ijs in een gletsjer, veroorzaakt door lagen firn en ijs die verschillende smeltcurves hebben                                                                                     |
| P               |                               |                                                               | |
| palsa           | Samisch                       | geen                                                          | een heuveltje met een kern van ijs, die ontstaan is door de opstuwing van water in de poriën waarna het water bevroren is geraakt |
| pahoehoe        | Hawaïaans                     | "touwlava"                                                    | lava, vaak met basaltische samenstelling, die in touwachtige structuren stolt |
| pingo           | Inuktitut                     | geen                                                          | een heuvel met een kern van ijs, die ontstaan is door de opstuwing van water in de poriën waarna het water bevroren is geraakt |
| piperno         | Italiaans                     | geen                                                          | een trachitische tuf, waarin lensvormige deeltjes glas zitten |
| Q               |                               |                                                               | |
| R               |                               |                                                               | |
| rapakivi        | Fins                          | geen                                                          | een bepaald type stollingsgesteente met een porfirische textuur, waarin grote fenocrysten van kaliveldspaat voorkomen |
| roche moutonnée | Frans                         |                                                               | aan de oppervlakte liggend moedergesteente dat door glaciale erosie een glad, golvend oppervlak heeft gekregen |
| S               |                               |                                                               | |
| sabkha          | Arabisch                      | geen                                                          | een relatief grote en vlakke afzetting van klei, zand en zout, typisch voor aride klimaten |
| seif            | Arabisch                      | geen                                                          | duin met een zigzagstructuur in de vorm van een kromzwaard |
| sérac           | Frans                         | "ijspiramide"                                                 | de blokstructuur die gevormd wordt als een gletsjer een steile helling bereikt |
| skarn           | Zweeds                        | geen                                                          | een Zweedse mijnbouwterm, maar ook daarbuiten veelgebruikt, voor de silicaten (zoals amfibool, pyroxeen en granaten) in ijzerhoudende ertsen van Archeïsche ouderdom, voornamelijk gevonden in kalkstenen en dolomieten              |
| T               |                               |                                                               | |
| tsunami         | Japans                        | vloedgolf (kan echter ook op andere soorten golven slaan)     | vloedgolf die ontstaat door een onderzeese geologische verstoring, zoals een zeebeving of een vulkanische eruptie |
| tū̄ndra          | Kildin Sami                   | geen (Nederlandse transcriptie: "toendra")                    | boomloze vlakte in arctische zones, waarin de onderste bodemlagen altijd bevroren zijn en de bovenste lagen afwisselend bevroren en gesmolten                                                                                        |
| U               |                               |                                                               | |
| uvala           | Servo-Kroatisch               | geen                                                          | depressie in het landschap veroorzaakt door "aan elkaar gegroeide" dolines |
| V               |                               |                                                               | |
| W               |                               |                                                               | |
| wadi            | Arabisch                      | geen                                                          | rivier die het grootste gedeelte van het jaar droogstaat en alleen water bevat tijdens plotselinge hevige regenbuien |
| X               |                               |                                                               | |
| Y               |                               |                                                               | |
| yardang         | Turks                         | geen                                                          | scherpgerande richels gevormd door wind-erosie |
| Z               |                               |                                                               | |